# Heničesk
Heničesk (ukrajinsky Генічеськ, rusky Геническ, Geničesk) je přístavní město na Ukrajině. Leží na břehu Azovského moře, naproti Arabatské kose, asi 20 km severně od hranice s Autonomní republikou Krym. Je sídlem Heničeského rajónu, který spadá pod Chersonskou oblast. V roce 2022 zde žilo přes 18 tisíc obyvatel.

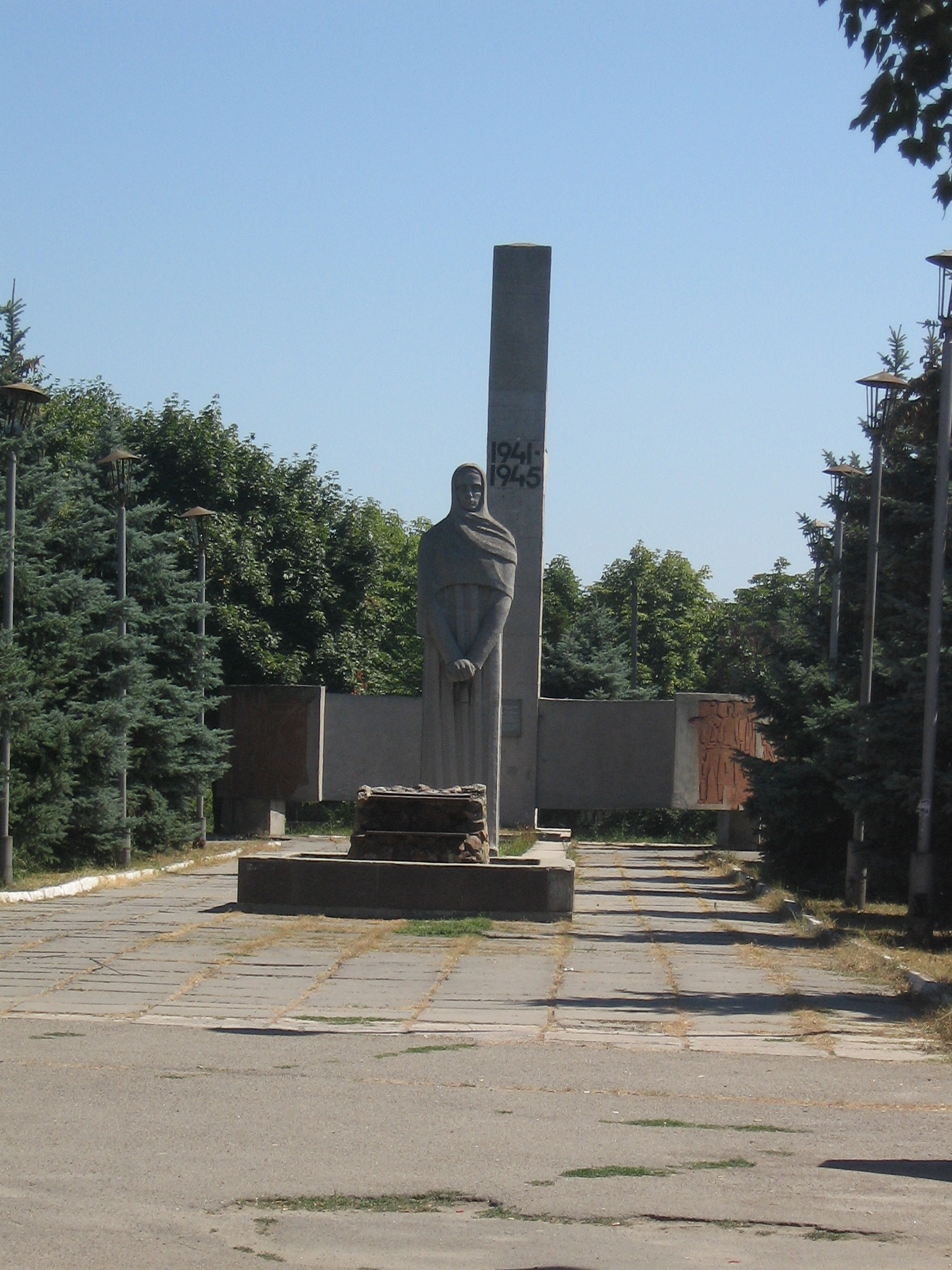
Památník obětem druhé světové války

Sídlo bylo založeno roku 1784 po ruském dobytí tzv. Nového Ruska. Městská práva pocházejí z roku 1938. Ve městě končí lokální železnice ze sousední Novooleksijivky, která leží na hlavním tahu Moskva–Krym.
V listopadu 2022 bylo město Heničesk ruskými úřady stanoveno jako dočasné administrativní centrum okupační správy té části Chersonské oblasti, kterou ovládají.